# Lustre de Cortone

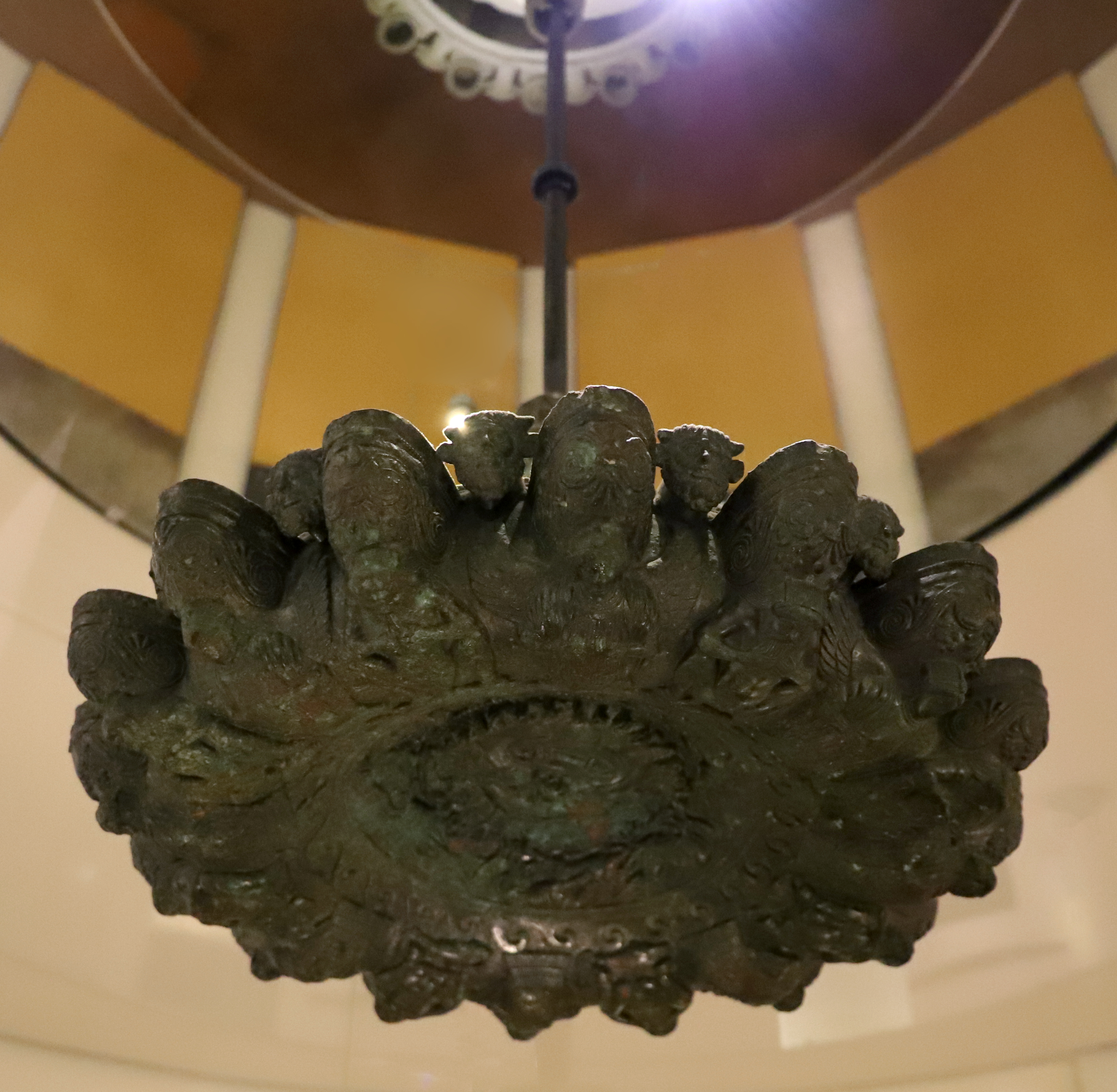
Vue du lustre de Cortone.

Le lustre de Cortone est un objet d'art étrusque conservé au Musée de l'Académie étrusque de Cortone. Il a été découvert par hasard en 1840 à Cortone, dans le quartier de Fratta.
Il s'agit d'un lustre à 16 brûleurs à huile datant du Ve siècle av. J.-C. à figuration d'Achéloüs, de têtes d'homme à cornes de taureau et de dauphins, une œuvre qui reste énigmatique car atypique, inhabituelle  dans l'artisanat  étrusque. Elle est citée comme « un des plus curieux spécimens de la métallurgie étrusque » par Daremberg et Saglio dans leur Dictionnaire des Antiquités grecques et romaines.

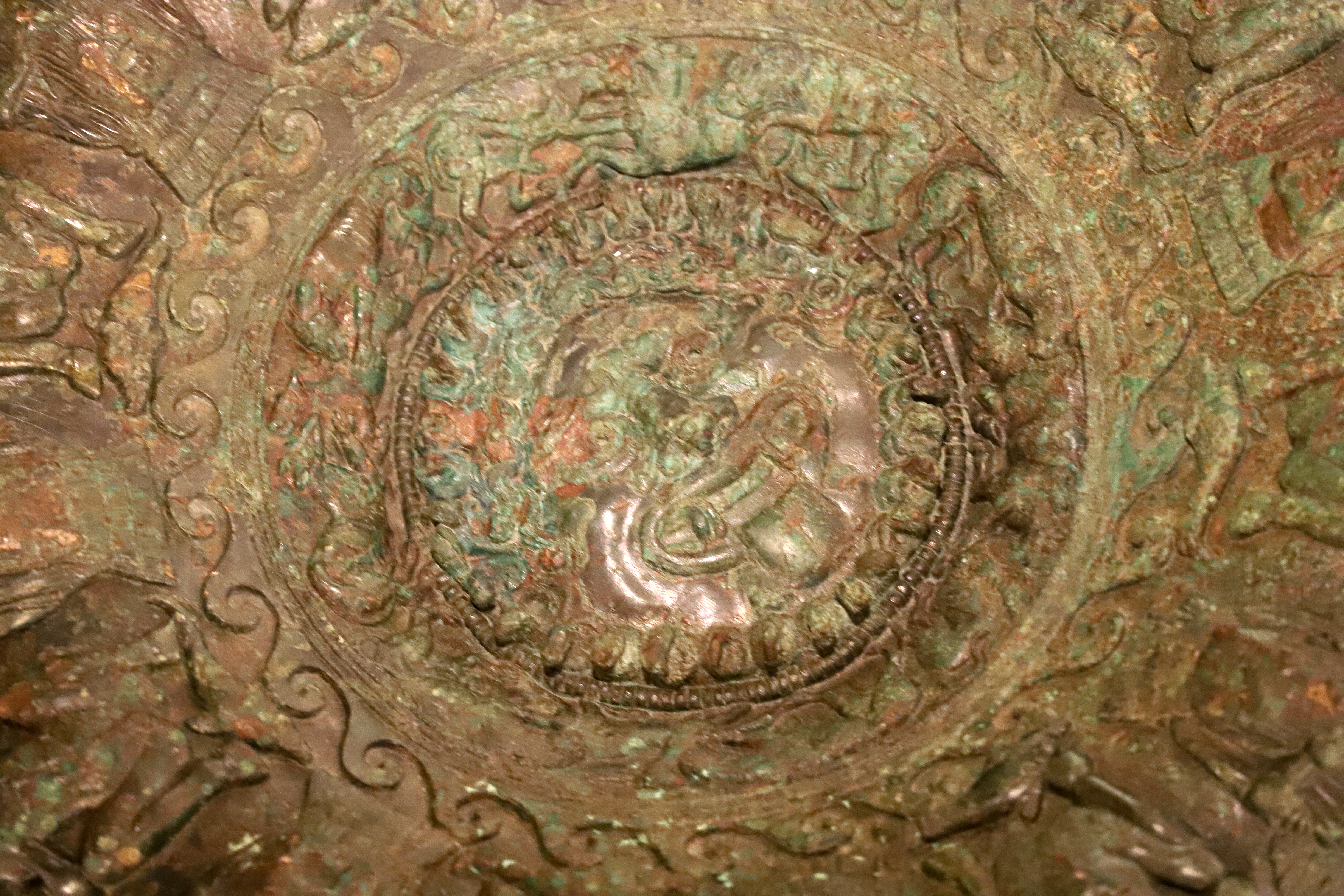
Centre du lustre à figure de gorgone.

« Au centre une gorgone tirant la langue entre quatre dents proéminentes, les cheveux emmêlés de serpents. Autour de cette tête une guirlande de bêtes féroces dévorant d'autres animaux sans défense. Le grand cercle extérieur est formé par les lampes, seize monstres, huit  mâles et huit femelles accroupis les jambes écartées, les mâles jouant du pipeau ou de la siringue, les femelles tenant leurs seins dans leurs mains. »

— Paysages d'Italie, André Maurel.